# Benedikt Medvjedović
Benedikt Medvjedović (Orsini), OFM (Orahov Do, 12. kolovoza 1596. – 5. siječnja 1654.), hrvatski franjevac, katolički biskup

## Životopis
Rođen u Orahovom Dolu. Na mjesto biskupa Lješke biskupije imenovan lipnja, a zaređen kolovoza 1621. godine. Lješki biskup bio je sve do smrti 1654. godine. Umro 1654. godine.